# Sergio Galván
Sergio Alejandro Galván Rey (Concepción, Tucumán; 9 de junio de 1973) es un exfutbolista y comentarista argentino, nacionalizado colombiano. Jugaba de delantero, anotó más de 250 goles en los 20 años que jugó en el fútbol profesional.
Obtuvo la nacionalidad colombiana en 2004 cuando se encontraba jugando para el Once Caldas de Manizales. Es el máximo goleador en toda la historia del Once Caldas con 185 goles y hasta el año 2024 fue el máximo goleador de la historia del fútbol profesional colombiano con 224 goles, siendo superado por el jugador colombiano Dayro Moreno. También es uno de los grandes goleadores en la Historia de Atlético Nacional.

## Trayectoria
Sergio Galván Rey Empezó sus estudios en un colegio llamado Uladislao Frías descontinuado actualmente, y poco tiempo después culminó su bachillerato en la escuela de Comercio donde recibió el título de Perito Mercantil. Al terminar el bachillerato Sergio Galván Rey encuentra un apoyo totalitario en un entrenador llamado Petrella el cual lo introduce en el mundo del fútbol completamente.
Se inició en el Concepción FC en donde siempre se destacó por ser un jugador rápido, con mucho desborde, sacrificio y goles, también jugó para las reservas del Boca Juniors, luego un paso por el Deportivo Aguilares de la Primera B Tucumana, retornando posteriormente al Concepción Fútbol Club. Recibió una oferta para jugar en el Once Caldas de Manizales, en 1996 y llega a Colombia recomendado por Alfonso Núñez, quien lo descubrió cuando lo vio jugar un partido en su país natal. En el Once Caldas debutó oficialmente el domingo 28 de enero de 1996, en el partido en que su equipo derrotó 2:1 a Santa Fe.
Ocho años en Once Caldas le alcanzaron para convertirse en goleador del campeonato colombiano de 1999 (26), máximo goleador del club de Manizales con 171 goles (160 de liga y 11 de Copa Libertadores) y naturalizarse colombiano en abril de 2004.
Antes de la temporada 2004 de la MLS, Once Caldas vendió a Galván Rey a los MetroStars (hoy New York Red Bulls) de la Major League Soccer de una tasa de transferencia en el rango de medio millón de dólares. Su último partido con el Once Caldas fue el 17 de marzo del 2004 cuando su equipo venció 2-0 al Vélez Sarfield de su natal Argentina por la cuarta fecha de la fase de grupos de la Copa Libertadores, ese día anotó los 2 goles que le dieron la victoria al elenco Blanco de Colombia (que a la postre se consagraría campeón de aquel torneo). Su debut con el MetroStars fue el 24 de abril del 2004 en el empate 1-1 frente al New England Revolution por la cuarta jornada de la Major League Soccer. A pesar de que jugó en 20 partidos, a partir de 10, Galván Rey terminó el año con sólo dos goles y una asistencia.
En 2005, Galván Rey jugó mucho mejor, anotando dos goles contra el Wizards de Kansas City para llevar a los MetroStars de regresar de un déficit de 2-0. Al final de la temporada, marcó ocho goles en todas las competiciones, que le había empatado en el tercer lugar como máximo goleador del equipo. Sin embargo, sus demandas salariales eran abrumadoras, razón por la cual el MetroStars decidió no presentar a Galván Rey de nuevo para el año 2006. Luego firmó con Atlético Nacional.
En la primera mitad de la temporada 2006 en el Atlético Nacional, Sergio Galván Rey anotó 11 goles. Puso su forma renovada en la pantalla contra el América de Cali el 21 de mayo marcando 5 goles en un solo partido. Galván Rey terminó la campaña de 2006 con un total de 19 goles. Su último gol de la temporada llegó el 2 de diciembre de 2006 contra el Boyacá Chicó FC en la victoria 2-0 de Atlético Nacional.
La temporada 2007 comenzó bien para Galván Rey, cuando anotó un gol en el primer partido con Atlético Nacional contra La Equidad. Se las arregló para anotar un total de 13 goles en la primera mitad de la temporada con su último gol viene en un partido del torneo contra el Boyacá Chicó FC el 10 de junio de 2007. Marcó 6 goles más en diciembre de 2007. Anotó dos contra Cúcuta Deportivo 8 de diciembre de 2007.
En 2010, Galván Rey se unió a América de Cali. Empezó la temporada a solo 5 goles de convertirse en el máximo goleador de todos los tiempos en la historia de la Liga Colombiana. El 25 de abril, se convirtió en el máximo goleador en la Liga colombiana al superar a Iván René Valenciano como el máximo goleador de todos los tiempos.
En febrero de 2011, Galván Rey se trasladó a Independiente Santa Fe, club en el que dio por terminada su destacada carrera deportiva. A finales de noviembre de 2012 es nombrado como el nuevo asesor deportivo del Once Caldas, club en el cual es el máximo ídolo en la historia del club además de ser su máximo goleador, su contrato originalmente es por 3 meses con una opción a renovarlo.
Desde 2014 es presentador de Win Sports

## Clubes
| Club                | País           | Año         |
| ------------------- | -------------- | ----------- |
| Concepción          | Argentina      | 1991 - 1993 |
| Boca Juniors        | Argentina      | 1993 - 1994 |
| Deportivo Aguilares | Argentina      | 1994        |
| Concepción          | Argentina      | 1995        |
| Once Caldas         | Colombia       | 1996 - 2004 |
| MetroStars          | Estados Unidos | 2004 - 2005 |
| Atlético Nacional   | Colombia       | 2006 - 2009 |
| América de Cali     | Colombia       | 2010        |
| Santa Fe            | Colombia       | 2011        |

## Estadísticas
| Club                          | Div.                | Temporada           | Liga        | Liga        | Copas nacionales | Copas nacionales | Copas internacionales | Copas internacionales | Total | Total |
| Club                          | Div.                | Temporada           | Part.       | Goles       | Part.            | Goles            | Part.                 | Goles                 | Part. | Goles |
| ----------------------------- | ------------------- | ------------------- | ----------- | ----------- | ---------------- | ---------------- | --------------------- | --------------------- | ----- | ----- |
| Concepción Argentina          | 5.ª                 | 1991-92             | Desconocido | Desconocido | Inexistente      | Inexistente      | Inexequible           | Inexequible           | ?     | ?     |
| Concepción Argentina          | Total               | Total               | ?           | ?           | 0                | 0                | 0                     | 0                     | ?     | ?     |
| Boca Juniors Argentina        | 1.ª                 | 1993-94             | 0           | 0           | Inexistente      | Inexistente      | 0                     | 0                     | 0     | 0     |
| Boca Juniors Argentina        | Total               | Total               | 0           | 0           | 0                | 0                | 0                     | 0                     | 0     | 0     |
| Deportivo Aguilares Argentina | 6.ª                 | 1994                | Desconocido | Desconocido | Inexistente      | Inexistente      | Inexequible           | Inexequible           | ?     | ?     |
| Deportivo Aguilares Argentina | Total               | Total               | ?           | ?           | 0                | 0                | 0                     | 0                     | ?     | ?     |
| Concepción Argentina          | 5.ª                 | 1995                | Desconocido | Desconocido | Inexistente      | Inexistente      | Inexequible           | Inexequible           | ?     | ?     |
| Concepción Argentina          | Total               | Total               | ?           | ?           | 0                | 0                | 0                     | 0                     | ?     | ?     |
| Once Caldas · Colombia        | 1.ª                 | 1996                | 379         | 160         | Inexistente      | Inexistente      | Inexequible           | Inexequible           | 397   | 171   |
| Once Caldas · Colombia        | 1.ª                 | 1996-97             | 379         | 160         | Inexistente      | Inexistente      | Inexequible           | Inexequible           | 397   | 171   |
| Once Caldas · Colombia        | 1.ª                 | 1998                | 379         | 160         | Inexistente      | Inexistente      | Inexequible           | Inexequible           | 397   | 171   |
| Once Caldas · Colombia        | 1.ª                 | 1999                | 379         | 160         | Inexistente      | Inexistente      | 6                     | 3                     | 397   | 171   |
| Once Caldas · Colombia        | 1.ª                 | 2000                | 379         | 160         | Inexistente      | Inexistente      | Inexequible           | Inexequible           | 397   | 171   |
| Once Caldas · Colombia        | 1.ª                 | 2001                | 379         | 160         | Inexistente      | Inexistente      | Inexequible           | Inexequible           | 397   | 171   |
| Once Caldas · Colombia        | 1.ª                 | 2002                | 379         | 160         | Inexistente      | Inexistente      | 6                     | 5                     | 397   | 171   |
| Once Caldas · Colombia        | 1.ª                 | 2003                | 379         | 160         | Inexistente      | Inexistente      | Inexequible           | Inexequible           | 397   | 171   |
| Once Caldas · Colombia        | 1.ª                 | 2004                | 379         | 160         | Inexistente      | Inexistente      | 4                     | 3                     | 397   | 171   |
| Once Caldas · Colombia        | Total               | Total               | 379         | 160         | 0                | 0                | 16                    | 11                    | 397   | 171   |
| Metro Stars Estados Unidos    | 1.ª                 | 2004                | 22          | 2           | 1                | 0                | Inexequible           | Inexequible           | 23    | 2     |
| Metro Stars Estados Unidos    | 1.ª                 | 2005                | 29          | 7           | 1                | 1                | Inexequible           | Inexequible           | 30    | 8     |
| Metro Stars Estados Unidos    | Total               | Total               | 51          | 9           | 2                | 1                | 0                     | 0                     | 53    | 10    |
| Atlético Nacional · Colombia  | 1.ª                 | 2006                | 124         | 48          | Inexistente      | Inexistente      | 6                     | 1                     | 141   | 51    |
| Atlético Nacional · Colombia  | 1.ª                 | 2007                | 124         | 48          | Inexistente      | Inexistente      | 4                     | 0                     | 141   | 51    |
| Atlético Nacional · Colombia  | 1.ª                 | 2008                | 124         | 48          | 0                | 0                | 7                     | 2                     | 141   | 51    |
| Atlético Nacional · Colombia  | 1.ª                 | 2009                | 29          | 5           | 4                | 4                | Inexequible           | Inexequible           | 33    | 9     |
| Atlético Nacional · Colombia  | Total               | Total               | 153         | 53          | 4                | 4                | 17                    | 3                     | 174   | 60    |
| América de Cali · Colombia    | 1.ª                 | 2010                | 33          | 8           | 3                | 0                | Inexequible           | Inexequible           | 36    | 8     |
| América de Cali · Colombia    | Total               | Total               | 33          | 8           | 3                | 0                | 0                     | 0                     | 36    | 8     |
| Santa Fe · Colombia           | 1.ª                 | 2011                | 24          | 3           | 7                | 3                | 7                     | 2                     | 38    | 8     |
| Santa Fe · Colombia           | Total               | Total               | 24          | 3           | 7                | 3                | 7                     | 2                     | 38    | 8     |
| Total en su carrera           | Total en su carrera | Total en su carrera | +640        | +233        | 16               | 8                | 42                    | 16                    | +698  | +257  |

## Palmarés

### Campeonatos regionales
| Título                               | Club                | Provincia | Año  |
| ------------------------------------ | ------------------- | --------- | ---- |
| Liga Tucumana de Fútbol              | Concepción          | Tucumán   | 1992 |
| Segunda División de la Liga Tucumana | Deportivo Aguilares | Tucumán   | 1994 |
| Liga Tucumana de Fútbol              | Concepción          | Tucumán   | 1995 |

### Campeonatos nacionales
| Título              | Club              | País     | Año  |
| ------------------- | ----------------- | -------- | ---- |
| Torneo Apertura     | Once Caldas       | Colombia | 2003 |
| Torneo Apertura     | Atlético Nacional | Colombia | 2007 |
| Torneo Finalización | Atlético Nacional | Colombia | 2007 |

### Campeonatos internacionales
| Título                | Club        | Sede      | Año  |
| --------------------- | ----------- | --------- | ---- |
| Copa Libertadores (*) | Once Caldas | Manizales | 2004 |

- (*) Jugó la primera ronda del torneo y luego dio su paso al Metrostars de la MLS.

### Distinciones individuales
| Distinción                                               | Año  |
| -------------------------------------------------------- | ---- |
| Máximo goleador de la Categoría Primera A (26 goles)     | 1999 |
| Máximo goleador del Torneo Apertura (13 goles)           | 2007 |
| Goleador histórico de la Categoría Primera A (224 goles) | -    |
| Goleador histórico del Once Caldas (171 goles)           | -    |

## Comentarista
| Año           | Programa | Cadena     | Rol       |
| ------------- | -------- | ---------- | --------- |
| 2012-presente | Conexión | Win Sports | Panelista |

## Anexos
- Anexo:Máximos goleadores argentinos de la historia
- Anexo:Máximos goleadores de la Categoría Primera A
- Anexo:Futbolistas con más partidos en la Primera División de Colombia